# La Dernière Fois que j'ai vu Macao
Pour plus de détails, voir Fiche technique et Distribution.
La Dernière Fois que j'ai vu Macao (A Última Vez Que Vi Macau) est un film franco-portugais réalisé par João Pedro Rodrigues et Joao Rui Guerra da Mata, sorti en 2012.

## Synopsis
Un départ pour Macao, trente ans après.

## Fiche technique
- Titre : La Dernière fois que j'ai vu Macao
- Titre original : A Última Vez Que Vi Macau
- Réalisation : João Pedro Rodrigues et João Rui Guerra da Mata
- Scénario : João Pedro Rodrigues et João Rui Guerra da Mata
- Photographie : Rui Poças
- Montage : João Rui Guerra da Mata, Raphaël Lefèvre et João Pedro Rodrigues
- Production : Daniel Chabannes de Sars, Corentin Dong-jin Sénéchal et João Figueiras
- Société de production : Blackmaria et Epicentre Films
- Société de distribution : Epicentre Films (France)
- Pays :  Portugal,  France et  Macao
- Genre : policier, drame et musical
- Durée : 82 minutes
- Dates de sortie : 
  - Suisse : 6 août 2012 (festival international du film de Locarno)
  - Portugal : 14 mars 2013
  - France : 29 mai 2013

## Distribution
- Lydie Barbara
- João Rui Guerra da Mata
- João Pedro Rodrigues
- Cindy Scrash

## Distinction
- Mention spéciale du jury au Festival international du film de Locarno 2012
- Prix Sophia 2014 du meilleur film portugais